# Marianna Hill
Marianna Hill (Santa Bárbara de Nexe, 9 de febrero de 1942) es una actriz estadounidense reconocida principalmente por su participación en la televisión de ese país y por su papel protagónico en el western High Plains Drifter (1973) junto a Clint Eastwood. 
Su debut cinematográfico ocurrió en el filme de 1962 Married Too Young. Coprotagonizó las películas de Elvis Presley Roustabout (1964) y Paradise, Hawaiian Style (1966); además de interpretar el papel de Deanna Dunn-Corleone en El Padrino 2 de 1974.

## Filmografía

### Cine y televisión

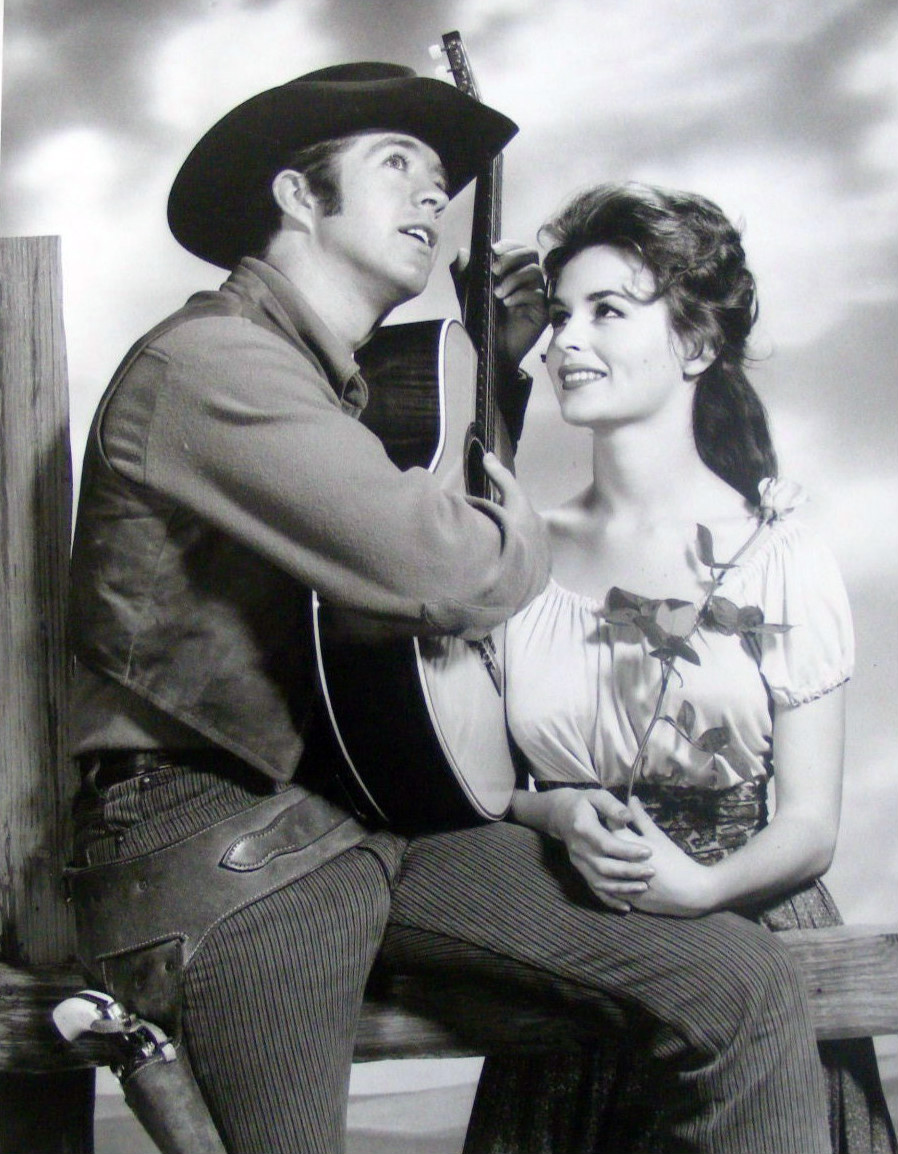
Clu Gulager y Hill en la serie de televisión The Tall Man

| - 1962: Married Too Young como Marla - 1963: Black Zoo como Audrey - 1963: Wives and Lovers - 1964: The New Interns como Sandy - 1964: Roustabout como Viola - 1965: That Funny Feeling (1965) como Kitty - 1965: Red Line 7000 como Gabrielle - 1966: Paradise, Hawaiian Style como Lani Kaimana - 1966: Star Trek TOS (Dagger of the Mind) como Helen Noel - 1967: Batman como Cleo Patrick - 1969: Medium Cool como Ruth - 1970: Love American Style como Angelica Stone - 1970: El Condor como Claudine - 1970: The Traveling Executioner como Gundred Herzallerliebst - 1976: SWAT (Soldier on the hill) como Kate Devers | - 1972: Thumb Tripping como Lynne - 1973: Messiah of Evil como Arletty - 1973: The Baby como Germaine Wadsworth - 1973: Harry O como Mildred - 1973: High Plains Drifter como Callie Travers - 1974: The Last Porno Flick como Mary - 1974: The Godfather Part II como Deanna Corleone - 1976: Death at Love House como Lorna Love - 1978: Invisible Strangler como Bambi Greer - 1980: Schizoid como Julie - 1980: Blood Beach como Catherine Hutton - 2005: Coma Girl: The State of Grace como la señora Anderson - 2016: Chief Zabu como Jennifer Holding |